# Paňovce
Paňovce (allemand : Paan) , est un village de Slovaquie situé dans la région de Košice.

## Histoire
Première mention écrite du village en 1317.
La localité fut annexée par la Hongrie après le premier arbitrage de Vienne le 2 novembre 1938. En 1938, on comptait 471 habitants dont 4 d'origines juives. Elle faisait partie du district de Cserhát-Encs (hongrois : Cserhát-encsi járás). Durant la période 1938 - 1945, le nom hongrois Pány était d'usage. À la libération, la commune a été réintégrée dans la Tchécoslovaquie reconstituée.

## Démographie

### Évolution de la population
| Année:               | 1994. | 2004.   | 2014.   | 2024.   |
| -------------------- | ----- | ------- | ------- | ------- |
| Nombre de personnes: | 571   | 567     | 589     | 622     |
| Différence:          |       | -0,70 % | +3,88 % | +5,60 % |

| Année:               | 2023. | 2024.   |
| -------------------- | ----- | ------- |
| Nombre de personnes: | 612   | 622     |
| Différence:          |       | +1,63 % |